# Kodlahalli, Koratagere
Kodlahalli là một làng thuộc tehsil Koratagere, huyện Tumkur, bang Karnataka, Ấn Độ.